# Посольство США в Казахстане
Посольство Соединённых Штатов Америки в Казахстане (англ. Embassy of the United States in Kazakhstan, каз. Америка Құрама Штаттарының Қазақстандағы Елшілігі) — дипломатическая миссия Соединённых Штатов Америки в Республике Казахстан. Посольство находится в столице Казахстана, городе Астане.

## История
Соединённые Штаты стали первым государством, признавшим независимость Республики Казахстан 16 декабря 1991 года после распада Советского Союза, после чего между двумя странами установились дипломатические отношения. В 1992 году в Вашингтоне открылось казахстанское посольство, а в Алма-Ате — американское, став первой страной, открывшей посольство в Казахстане. После того, как в декабре 1997 года официальной столицей Казахстана была объявлена Астана, многие иностранные дипломатические миссии, наряду с посольством США, постепенно год за годом стали переезжать в Астану; в настоящее время в Алма-Ате функционирует генеральное консульство США.
14 ноября 2006 года с участием президента Казахстана Нурсултана Назарбаева прошла церемония открытия нового здания посольства США в Астане на улице Кошкарбаева.
Посольство США в Астане включает в себя: консульский отдел, отдел по сокращению угроз безопасности, офис Службы сельского хозяйства, офис Департамента энергетики, отдел контроля экспорта и обеспечения безопасности границ, офис атташе по правовым вопросам, отдел управления, отдел военного атташе, отдел военного сотрудничества, политический отдел, отдел прессы, культуры и образования, коммерческий отдел, региональный отдел безопасности, отдел по борьбе с наркотиками, миссию Агентства США по международному развитию.

## Послы
- Уильям Харрисон Кортни (1992—1995)
- А. Элизабет Джонс (1995—1998)
- Ричард Джонс (1998—2001)
- Ларри Нэппер (2001—2004)
- Джон Ордуэй (2004—2008)
- Ричард Хоугланд (2008—2011)
- Кеннет Фэйрфакс (2011—2013)
- Джон Ордуэй в.п. (2013—2014)
- Джордж Альберт Крол (2015—2018)
- Уильям Мозер (2019—2021)
- Джуди Куо в.п. (2021—2022)
- Дэниел Розенблюм (2022—2025)
- Дебора Робинсон в.п. (c 2025)

## Реквизиты
- Адрес: просп. Рахимжана Кошкарбаева 3, Астана, Казахстан, 010010
- График работы: с понедельника по пятницу (кроме праздничных дней), приём посетителей: 8:00—18:00
- Телефон: +7 (7172) 70-21-00
- Факс: +7 (7172) 54-09-14
- Электронная почта: astanainfo@state.gov